# Joel Cassells

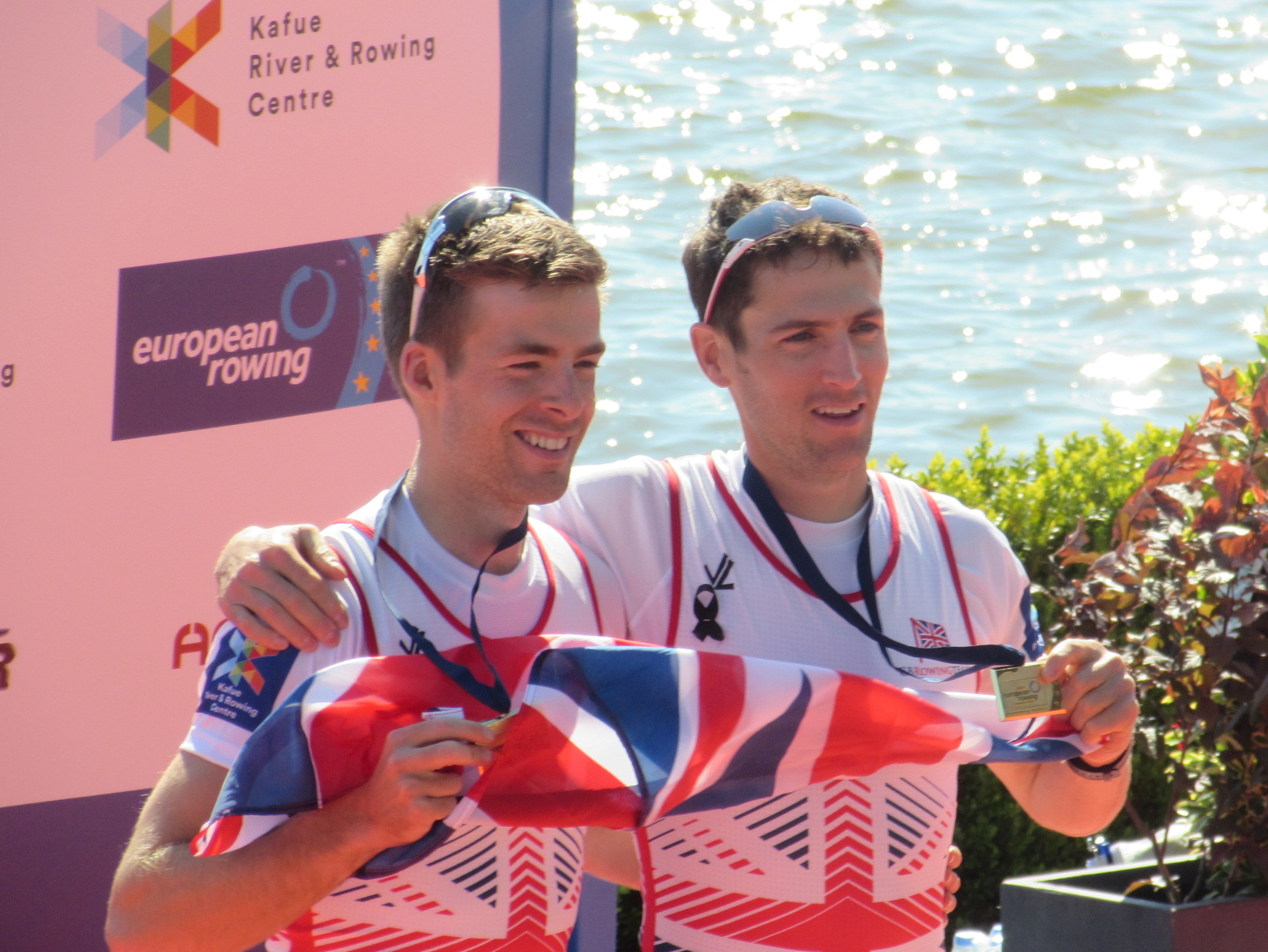
Europameister 2016: Joel Cassells (links) und Sam Scrimgeour

Joel Cassells (* 15. Juni 1994 in Ballymoney, Nordirland) ist ein britischer Leichtgewichts-Ruderer. Er gewann 2015 den Weltmeistertitel im Leichtgewichts-Zweier ohne Steuermann.

## Karriere
Cassells begann 2006 in Coleraine mit dem Rudersport. Bei den Juniorenweltmeisterschaften 2012 trat er zusammen mit Christopher Black im Zweier ohne Steuermann für Irland an und belegte den siebten Platz. Seit 2013 startet er für das Vereinigte Königreich, bei den U23-Weltmeisterschaften 2013 gewann er mit dem britischen Leichtgewichts-Vierer ohne Steuermann die Silbermedaille hinter dem italienischen Boot. Im Jahr darauf lag der britische Leichtgewichts-Vierer in Varese zwar vor den Italienern, belegte aber hinter den Spaniern wie im Vorjahr den zweiten Platz. 
Zum Saisonauftakt 2015 siegte Joel Cassells bei den Europameisterschaften in Posen zusammen mit Peter Chambers im Leichtgewichts-Zweier ohne Steuermann. Bei den U23-Weltmeisterschaften 2015 gewann Cassells zum dritten Mal in Folge Silber, dieses Mal mit dem britischen Leichtgewichts-Doppelvierer, dieses Mal hinter dem französischen Boot. Für die Weltmeisterschaften in der Erwachsenenklasse bildete Cassells zusammen mit Sam Scrimgeour einen Leichtgewichts-Zweier und gewann im Alter von 21 Jahren den Weltmeistertitel. Cassells und Scrimgeour siegten auch bei den Europameisterschaften 2016 und gewannen die Bronzemedaille bei den Weltmeisterschaften 2016.
Der 1,82 m große Cassells studiert an der Oxford Brookes University Recht und Politik und gehört dem Ruderclub seiner Universität an.